# Puente de apoyo

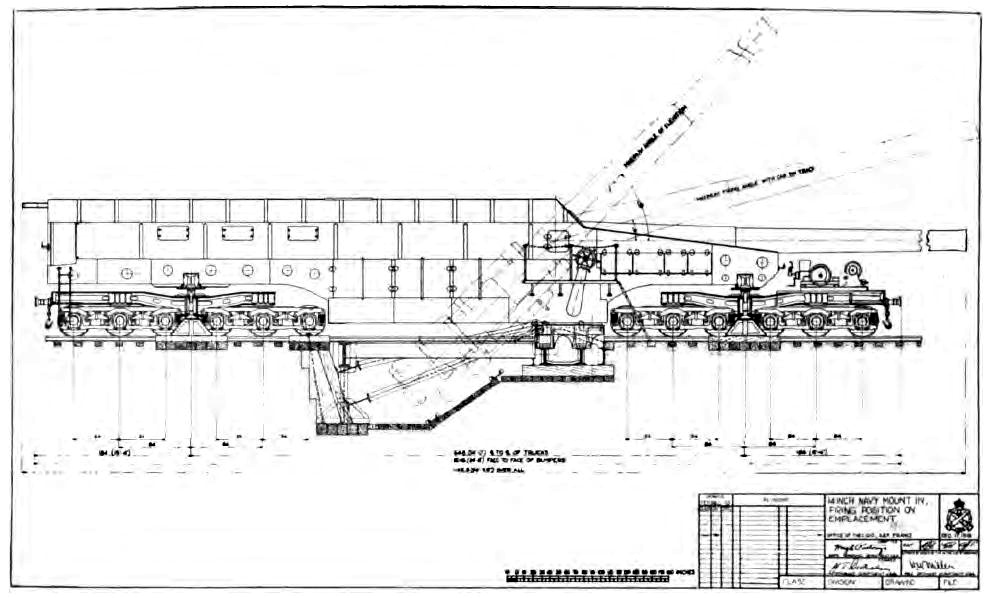
Los puentes de apoyo pueden verse en los extremos de este diagrama de un cañón ferroviario calibre 355/50.

Un puente de apoyo, en terminología ferroviaria, es una cama o marco usado para unir dos bojes de tal forma que puedan articularse entre sí, y unirse a la locomotora o automotor a través de un montaje rotatorio. En la práctica, al unir dos bojes se forma un "super-boje", manteniendo cada uno un movimiento relativo con respecto del otro.
El uso más común en locomotoras es obtener una alternativa más flexible al boje de cuatro ejes; dos bojes de dos ejes unidos por un puente de apoyo permiten a las ruedas un mejor seguimiento de las curvas sin excesivas fuerzas laterales o eliminando la necesidad de ejes con movimiento lateral en el boje. El uso de un puente de apoyo normalmente se indica en la clasificación AAR con un signo "+"; de esta forma, una locomotora con dos puentes de apoyo, cada uno con dos bojes de dos ejes (la configuración más común), es una B+B-B+B.
El puente de apoyo se usa también en algunos vagones de carga. El empleo más común es en los grandes vagones plataforma para transporte de cargas muy grandes o muy pesadas; estos vagones necesitan un gran número de ejes para distribuir el peso de la carga. El altamente especializado vagón schnabel, que puede tener hasta 36 en total, ha sido construido para el transporte de objetos muy pesados. A menudo los puentes de apoyo que conectan los bojes son a su vez unidos por puentes de apoyo adicionales al vagón. La utilización de bojes unidos por puentes de apoyo es esencial para permitir a la carga transitar por las curvas.